# Årets dansker
Årets Dansker var en pris, som i perioden 2014-2018 blev uddelt af Berlingske. Prisen blev givet til en person, "som har sat sig særligt ambitiøse mål og nået dem til gavn for andre".
Den sidste modtager af Årets Dansker var Katja Iversen, direktør i Women Deliver, der fik prisen i 2018.
Prisen blev herefter erstattet af Fonsmark-prisen, som første gang blev uddelt i 2020.

## Indstilling
Årets Dansker blev fundet gennem en firetrinsproces:
1. Forslag fra læserne: I første omgang havde Berlingskes læsere mulighed for at foreslå kandidater inden for erhvervslivet, forskning, sport, kultur eller noget helt andet.
2. Redaktionen valgte ti nominerede: Berlingskes redaktion udvalgte heraf ti kandidater med vægt på, at de repræsenterede et bredt fagligt felt.
3. Læserafstemning: Læserne kunn stemme på de ti kandidater. Læsernes stemmer blev vægtet med 50%.
4. Dommerkomitéen stemte: Berlingskes nedsatte komité stemte ligeledes på kandidaterne, og stemmerne vægtedes 50%. Personen med flest stemmer blev derefter udnævnt til Årets Dansker.

## Dommerkomité
Dommerkomitéen i 2018 bestod af:
- Bertel Haarder
- Eske Willerslev,  DNA-forsker og professor ved Københavns Universitet
- Habib Frost, CEO i Neurescue
- Hella Joof
- Malou Aamund
- Peter Lund Madsen
- Tom Jensen, ansvarshavende chefredaktør, Berlingske, formand for dommerkomiteen

## Vindere af prisen
| År   | Vinder                                  | Øvrige nominerede |
| ---- | --------------------------------------- | --- |
| 2014 | Selina Juul                             | Benjamin O. Yeh Jørgen Vig Knudstorp Ane Uggla Mærsk Eske Willerslev René Redzepi Anders Walther Michala Bendixen Arne Madsen Margrethe Vestager |
| 2015 | Dan Uzan                                | Andreas Mogensen, astronaut. Elmas Berke, forfatter og debattør Kirsten Birgit Schiøtz Kretz Hørsholm, fiktiv radiojournalist Lars Rebien Sørensen, topchef i Novo Nordisk Merete Bonde Pilgaard, stifter af Venligboerne Naser Khader Peter C. Gøtzsche, professor Pia Kjærsgaard Uffe Elbæk                                                                                   |
| 2016 | Margrethe Vestager                      | Jens Philip Yazdani, Debattør og elevrådsformand på Langkaer Gymnasium Lars Løkke Rasmussen Claus Meyer Svend Brinkmann Ole Sørensen, Leder af socialpsykiatrien på Langeland Pernille Vermund Jørgen Vig Knudstorp, Direktør for LEGO Susanne Bier Pernille Blume, OL-guldvinder i 50 meter frisvømning                                                                        |
| 2017 | Nadia Nadim                             | André Rogaczewski, Medstifter af Netcompany Anja Ringgren Lovén, Stifter af organisationen DINNødhjælp Bjarke Ingels Flemming Besenbacher, formand for Carlsbergfondet Jeanette Varberg, museumsinspektør, Moesgård Museum Kristian Thulesen Dahl Rani Hørlyck, Skoleleder, Søndervangsskolen i Viby Svend Brinkmann Viktor Axelsen                                             |
| 2018 | Katja Iversen, direktør i Women Deliver | Caroline Wozniacki, tennisspiller. Henrik Poulsen, administrerende direktør for Ørsted. Jesper Buch, iværksætter. Jonatan Spang, standupkomiker og skuespiller. Nanna W. Gotfredsen, stifter og leder af Gadejuristen. Sara Omar, forfatter. Sebastian Mernild, klimaforsker. Søren Pind, debattør og tidligere minister. Whistlebloweren - ingen konkret person, men begrebet. |